# Vezani geni
Vezani geni su geni koji se nalaze na istom kromosomu.
Broj skupina vezanih gena (l) koje ima neki organizam odgovara broju autosoma u haploidnom setu + spolni kromosomi (jer se na spolnim kromosomima X i Y nalaze različiti geni).
Pokusi koje je napravio Thomas Hunt Morgan pokazali su da točno određeno mjesto na kromosomu je mjesto na kojem je smješten svaki pojedini gen (spolno-vezani gen za boju oka vinske mušice). Također je dokazao da svaki kromosom nosi više gena koji se nazivaju vezani geni.

O potpunoj vezanosti gena govorimo kad se nikada ne događa rekombinacija u profazi I mejoze. To znači da se svi geni na jednom kromosomu nasljeđuju zajedno. Nastaju isključivo roditeljske gamete. Ovu pojavu imamo zabilježenu kod vinske mušice, dudovog svilca, japanske kockavice i još nekih.